# Thury (Yonne)
Thury – miejscowość i gmina we Francji, w regionie Burgundia-Franche-Comté, w departamencie Yonne.
Według danych na rok 1990 gminę zamieszkiwało 470 osób, a gęstość zaludnienia wynosiła 20 osób/km² (wśród 2044 gmin Burgundii Thury plasuje się na 480. miejscu pod względem liczby ludności, natomiast pod względem powierzchni na miejscu 327.).